# Rock & Roll Music to the World
Rock & Roll Music to the World är ett musikalbum av Ten Years After. Albumet släpptes i oktober 1972 på Chrysalis Records. Efter de akustiska utsvävningarna på skivan A Space in Time återvände bandet här till sin mer bekanta elektriska blues och bluesrock. Albumet släpptes efter en lång tid av utslitande turnerande och låtmaterialet har därför ansetts mindre inspirerat här än på gruppens tidigare skivor. 

## Låtlista
(alla låtar skrivna av Alvin Lee)
1. "You Give Me Loving"
2. "Convention Prevention"
3. "Turned off TV Blues"
4. "Standing at the Station"
5. "You Can't Win Them All"
6. "Religion"
7. "Choo Choo Moma"
8. "Tomorrow I'll Be Out of Town"
9. "Rock & Roll Music to the World"

## Listplaceringar
| Lista (1972)   | Position             |
| -------------- | -------------------- |
| Danmark        | 2                    |
| Finland        | 22                   |
| Norge          | 15 (VG-lista)        |
| Storbritannien | 27 (UK Albums Chart) |
| Sverige        | 8 (Kvällstoppen)     |
| USA            | 43 (Billboard 200)   |
| Västtyskland   | 30                   |